# Zoropsidae
Los zorópsidos (Zoropsidae) son una familia de arañas araneomorfas errantes de un aspecto similar a los licósidos.

## Distribución geográfica
Se encuentran en casi todo el mundo, excepto las partes septentrionales de Eurasia y Norteamérica.

## Géneros
Se reconocen los siguientes géneros según WSC:
- Akamasia Bosselaers, 2002 — Chipre
- Anachemmis Chamberlin, 1919 — USA, México
- Austrotengella Raven, 2012 — Australia
- Birrana Raven & Stumkat, 2005 — Australia
- Cauquenia Piacentini, Ramírez & Silva, 2013 - Chile
- Ciniflella Mello-Leitão, 1921 — Brasil
- Devendra Lehtinen, 1967 — Sri Lanka
- Griswoldia Dippenaar-Schoeman & Jocqué, 1997 — Sudáfrica
- Hoedillus Simon, 1898 — Guatemala
- Huntia Gray & Thompson, 2001 — Australia
- Itatiaya Mello-Leitão, 1915 — Brasil
- Kilyana Raven & Stumkat, 2005 — Australia
- Krukt Raven & Stumkat, 2005 — Australia
- Lauricius Simon, 1888 — USA, México
- Liocranoides Keyserling, 1881 — USA
- Megateg Raven & Stumkat, 2005 — Australia
- Phanotea Simon, 1896 — Sudáfrica
- Pseudoctenus Caporiacco, 1949 - Kenia, Malaui
- Socalchemmis Platnick & Ubick, 2001 — USA, México
- Takeoa Lehtinen, 1967 — China, Corea, Japón
- Tengella Dahl, 1901 — México a Panamá
- Titiotus Simon, 1897 — USA
- Uliodon L. Koch, 1873 — Nueva Zelanda, Australia
- Wiltona Koçak & Kemal, 2008 — Nueva Zelanda
- Zorocrates Simon, 1888 - América central y septentrional (estados meridionales de USA)
- Zoropsis Simon, 1878 — Mediterráneo, Ucrania, Corea